# Ekstruzja (wulkanizm)
Ekstruzja – wypływ magmy o wysokiej lepkości na powierzchnię Ziemi. Lepka lawa nie jest w stanie rozpłynąć się na dużą odległość i tworzy kopuły lawowe lub potoki lawowe o znacznej grubości lecz o niewielkiej długości. Charakterystyczna dla law kwaśnych, bogatych w krzemionkę, np. ryolitowych (porfirowych).